# Оратівська селищна територіальна громада
Оратівська селищна громада — територіальна громада в Україні, у Вінницькому районі Вінницької області. Адміністративний центр — смт Оратів.
Площа громади — 100,51 км², населення — 3833 мешканці (2018).
Утворена 14 вересня 2016 року шляхом об'єднання Оратівської селищної ради та Рожичнянської, Угарівської сільських рад Оратівського району.
12 червня 2020 року до громади приєднані території Балабанівської, Великоростівської, Животівської, Зарудянської, Кожанської, Кошланівської, 
Лопатинської, Медівської, Новоживотівської, Оратівської, Осичнянської, Підвисоцької, Сабарівської, Скальської, Скоморошківської, Сологубівської, Стрижаківської, Фронтівської, Чагівської, Човновицької, Чернявської, Юшківецької, Яблуновицької, Якимівської сільських рад Оратівського району.

## Населені пункти
До складу громади входять 52 населені пункти — 1 смт (Оратів), 3 селища: Озерне, Степове, Чагівське  і 48 сіл: Балабанівка, Бартошівка, Березівка, Богданівка, Бугаївка, Велика Ростівка, Вербівка, Ганнівка, Гоноратка, Дібровинці, Дівочина, Животівка, Закриниччя, Заруддя, Каленівка, Кам'яногірка, Кожанка, Кошлани, Лінеччина, Лопатинка, Мала Ростівка, Медівка, Мервин, Новоживотів, Оратів, Оратівка, Осична, Підвисоке, Прибережне, Рожична, Сабарівка, Синарна, Скала, Скибин, Скоморошки, Сологубівка, Стрижаків, Ступки, Тарасівка, Тарасівка,  Угарове, Фронтівка, Чагів, Чернявка, Човновиця, Юшківці, Яблуновиця, Якимівка.